# Nilay Kartaltepe
Nilay Kartaltepe (13 de janeiro de 1979) é uma basquetebolista profissional turca.

## Carreira
Nilay Kartaltepe integrou a Seleção Turca de Basquetebol Feminino, em Londres 2012.